# Alameda (obszar niemunicypalny)
Alameda – obszar niemunicypalny w Kern County, w Kalifornii (Stany Zjednoczone), na wysokości 101 m. Znajduje się 14 km na południe od Bakersfield.